# Brasileodactylus
Brasileodactylus ("(létavý) prst z Brazílie") byl pterodaktyloidní ptakoještěr, který žil v období spodní křídy (stupeň apt) na území dnešní Brazílie (oblast Chapada do Araripe, Ceará). Typový druh B. araripensis byl popsán na základě části spodní čelisti. Tento ptakoještěr měl dlouhé, tenké a dopředu směřující zuby. Na lebce brazileodaktyla mohl být přítomen výrazný hřeben, podobně jako u jiných ornitocheiroidů.